# Kuala Makmur
Kuala Makmur is een bestuurslaag in het regentschap Simeulue van de provincie Atjeh, Indonesië. Kuala Makmur telt 1104 inwoners (volkstelling 2010).